# 河鼓增五
天鷹座ο，又名BD+10 4073，HD 187691、SAO 105338、HR 7560，是天鷹座的一颗恒星，视星等为5.11，位于銀經49.14，銀緯-8.19，其B1900.0坐标为赤經19h 46m 14.2s，赤緯+10° -8.19′ 55″。